# ブシロードTCG情報局
『ブシロード TCG情報局』（ブシロードトレーディングカードゲームじょうほうきょく）はTOKYO MXで2012年4月5日から2013年3月28日まで放送されたバラエティ番組。

## 概要
カードゲームメーカーブシロードの商品であるトレーディングカードゲームの情報を紹介するバラエティ番組。カードゲーム以外にもブシロードの人気コンテンツであるミルキィホームズや、新日本プロレスのイベント特集が組まれることがあった。

## 主なコーナー
- オープニングTCG

司会の三森が考案。
司会の3人のうち1人があるお題が書かれた5枚のカード（裏面はすべてブシロード発売のカードゲームの裏面（ヴァイスシュバルツ、ビクトリースパーク、ヴァンガード、ChaosTCG、モンスター・コレクション）になっている）を1枚引き、テーブルルーレットで指された人は選ばれたお題をやらなければならない。
なお、エリア手前（ルーレットの約半分）はルーレットを回す前にじゃんけんに負けた人がすべて請け負う。
お題は箱の中に手を入れて何が入っているかを当てる「びっくり箱」、三森が思いついた不思議な組み合わせの食べ物（例：ナポリタン＋バニラアイス）を食べる「三森めし」等がある。
- チャレンジ・ザ・TCG

TCG4+1（佐々木未来、寺川愛美、たみやすともえ、後藤芙佑子、秋本愛実）がTCGに縁のない大物ゲスト有名人にTCGを教える。
2013年3月時点では棚橋弘至以外のゲストは登場しておらず、実質棚橋のレギュラーコーナーになっている。
コーナーの趣旨は棚橋にTCG4+1の5人（主に後藤、秋本）がヴァンガードを教えるということになっているが、激辛カレーを食べる、スポーツジムで体力勝負、チアリーディングに挑戦する等ヴァンガードに直結しない内容が多い。
- ヴァイスシュヴァルツ日本一

寺川愛美が「ハンター寺川」として各地のカードショップ店員とヴァイスシュヴァルツで勝負して日本一を目指す。
開始当初は寺川が勝利した後に横柄な態度で「（対戦相手が）弱かったです」等と言い放つ場面があったが、段々と態度は控えめになってきた。
ヴァイスシュヴァルツの対戦中にダメージステップ時にクライマックスカードを引きダメージキャンセルするシーンで「キャンセルです!」というセリフをよく言う。
コーナー冒頭は基本的に遊びほうける寺川を同行スタッフがたしなめるというコント的なやり取りが毎回繰り広げられる。
番組開始当初は佐々木がカードゲームショップでヴィクトリースパークの対戦をするというコーナーがあったがいつの間にか自然消滅してしまった。
- TCG早押しクイズ

カードゲームショップ3店舗の店員（回によっては常連が助っ人にいる場合もあり）が司会の三森、徳井、マッシュが出題するブシロードTCGに関連するクイズに早押し形式で答える。
正解すると他のメンバーに後退しこれを3周（9問先取）した店舗が勝ち抜きとなり、翌週にチャンピオンとして登場し5週勝ち抜きで殿堂入りとなる。
2012年8月頃まではカードゲームショップ店員とブシロード広報の後藤・秋本が互いに考えたブシロードTCGに関連するクイズを出すコーナーがあった。
- TCGメモリアル

ブシロードのTCGに関連するアニメ・ゲームの声優やスタッフをゲストに招くトーク。
「声優さんに聞いちゃおう 10問10答のコーナー」と題して声優に質問し、回答を元にトークをする。
- ドクター・オーの今日の一手

下記のお悩み相談室との隔週コーナー。
カードショップでのヴァンガードの対戦模様を流し、その対戦の勝負の決め手となった「運命の一手」をドクター・オーが解説する。
- ドクター・オーのお悩み相談室

今日の一手との隔週コーナー。
様々なお悩みを抱えた人をドクター・オーがヴァンガードのカードに準えてカウンセリングする。
お悩み相談に来る人は一般人が多いがお笑い芸人が来ることもある。
- ブシロード・トピックス

TCG4+1（佐々木、寺川、たみやす、後藤、秋本）がそれぞれの担当するカードゲームの最新情報を紹介する。
ヴィクトリースパークは佐々木、ヴァイスシュヴァルツは寺川、ChaosTCGは民安、ヴァンガードは後藤、モンスター・コレクションは秋本がそれぞれ担当。
また、『リトルバスターズ!』のアニメ放送開始後は『今週のリトバス!』と題した同作のアニメの最新情報も紹介するようになった。
基本的に最後はメンバーの1人が指定されたシチュエーションのキャラをムチャぶりされるという形で終わる。

## 出演
司会
- 三森すずこ
- 徳井青空

レギュラー出演
- 佐々木未来
- 寺川愛美
- たみやすともえ
- 棚橋弘至
- ドクター・オー
- 後藤芙佑子（ブシロード広報）
- 秋本愛実（ブシロード広報）

ナレーション
- ドン・エビータ

### 過去の出演者
司会
- Theマッシュ（番組開始 - 2012.12.29）

## スタッフ
- 企画 - 木谷高明
- 構成 - 矢澤和重、鈴川朋治
- 協力 - ブシロード
- スーパーバイザー - 秋本愛実、後藤芙佑子
- 技術協力 - 東通
- プロデューサー・演出 - 和泉大樹
- ディレクター - 高橋啓太郎
- 制作プロデューサー - 百武健之 (T・ZONE)、佐藤仁 (TOKYO MX)
- 制作著作 - T・ZONE、TOKYO MX

## 放送局
| 放送地域 | 放送局   | 放送期間                     | 放送日時           | 放送系列 | 備考   |
| -------- | -------- | ---------------------------- | ------------------ | -------- | ------ |
| 東京都   | TOKYO MX | 2012年4月5日 - 2013年3月28日 | 木曜 22:00 - 22:55 | 独立局   | 制作局 |
| 日本全域 | BS11     | 2012年4月5日 - 2013年3月28日 | 木曜 23:00 - 23:54 | BS放送   |        |